# Fado
Fado er en musikform, der kan spores tilbage til 1820'erne i Portugal, men som sandsynligvis har en meget ældre historie. Populært opfattes fado som en musikform karakteriseret ved klagende melodier og tekster, ofte med temaer som havet eller de fattiges tilværelse. I realiteten er fado dog blot en sangform, der kan omhandle hvad som helst, men som overholder en bestemt struktur.
Fado er ofte knyttet til det portugisiske ord saudade, der beskriver en følelse i retning af længsel.
Der hersker en vis usikkerhed om, hvor fado stammer fra. Der er teorier om, at der er tale om en blanding af afrikanske slavers rytmer kombineret med traditionel portugisisk sømandsmusik med indslag af arabisk musik via maurernes indflydelse på den Iberiske Halvø. Også den brasilianske modinha nævnes som inspiration.
Der eksisterer to hovedvarianter af fado knyttet til henholdsvis Lissabon og Coimbra nord for hovedstaden. Lissabon-stilen er den mest populære, mens Coimbra-stilen opfattes som mere forfinet. Fado er også i nutiden en populær musikform i Portugal, og en række musikere har opnået deres ry inden for fado.
I en lang periode blev sangene typisk fremført med akkompagnement af en portugisisk guitar og en klassisk guitar, men i nyere tid er akkompagnementet meget varieret og kan f.eks. omfatte et fuldt orkester.
| Musik | Spire Denne musikartikel er en spire som bør udbygges. Du er velkommen til at hjælpe Wikipedia ved at udvide den. |

- Wikimedia Commons har flere filer relateret til Fado